# Автомобильная дорога
Автомобильная доро́га — объект транспортной инфраструктуры, предназначенный для движения автомобилей и включающий в себя прилегающие земельные участки в границах полосы отвода автомобильной дороги и расположенные на них или под ними конструктивные элементы (насыпь, дорожное полотно и дорожное покрытие) и дорожные сооружения, являющиеся её технологической частью, — защитные дорожные сооружения, искусственные дорожные сооружения, производственные объекты, элементы обустройства автомобильных дорог.
Термин включает в себя комплекс функционально связанных конструктивных элементов и искусственных инженерных сооружений (мостов, путепроводов, тоннелей, автостоянок), специально предназначенных для обеспечения безопасного движения автомобильных транспортных средств с расчётными скоростями, нагрузками и габаритами, с заданной интенсивностью движения в течение длительного времени, а также участки земель, предоставленные для размещения этого комплекса, и пространство в пределах установленного габарита.

## История
Определение понятия «дорога» в России закреплено законодательно. Согласно Федеральному закону, от 10 декабря 1995 года, № 196-ФЗ «О безопасности дорожного движения», дорога — обустроенная или приспособленная и используемая для движения транспортных средств полоса земли либо поверхность искусственного сооружения. Автодорога может включать в себя одну или несколько проезжих частей, а также обочины, разделительные полосы, тротуары и трамвайные пути при их наличии.
В Федеральном законе, от 8 ноября 2007 года, № 257-ФЗ «Об автомобильных дорогах и о дорожной деятельности в Российской Федерации и о внесении изменений в отдельные законодательные акты Российской Федерации» даётся определение автомобильная дорога — объект транспортной инфраструктуры, предназначенный для движения транспортных средств и включающий в себя земельные участки в границах полосы отвода автомобильной дороги и расположенные на них или под ними конструктивные элементы (дорожное полотно, дорожное покрытие и подобные элементы) и дорожные сооружения, являющиеся её технологической частью, — защитные дорожные сооружения, искусственные дорожные сооружения, производственные объекты, элементы обустройства автомобильных дорог.
Автомобильные дороги имеют большое количество перекрёстков, пересечений с железнодорожными путями и трубопроводами, и потому проектируются с учётом требований техники безопасности. Стоимость работ по текущему ремонту и содержанию автодорог определяется подсчётом продукции дорожного хозяйства. В некоторых государствах и странах для финансирования работ по поддержанию хорошего состояния автодорог введена плата с водителей за проезд по некоторым дорогам.

## Сложности строительства и обслуживания автодорог
Строительство и регулярное обслуживание автомобильных дорог, мостов и тоннелей остаётся очень трудоёмким и дорогостоящим. Недостаток финансирования, особенно в слаборазвитых странах, отрицательно влияет на развитие автомагистралей. Появлению новых и поддержанию старых дорог препятствуют межнациональные, межрелигиозные и межклановые конфликты в некоторых странах. Коррумпированные чиновники иногда специально ограничивают автодорожное сообщение для защиты своей монополии от конкурентов, показной демонстрации своей независимости и поощрения взяток (коррупции), а также из опасения увеличения контрабанды наркотиков, оружия, порнографии, увеличения проституции и СПИДа.
Большие технические сложности при сооружении скоростных автомагистралей возникают на пути пересечения больших гор, лесов, болот, пустынь, зон вечной мерзлоты. В удобной густонаселённой местности большой трудностью является выкуп плотно застроенных или возделываемых участков земли у прежних собственников.

## Необходимость автомобильных дорог
Развитие автомобильных дорог и связанной с ними автодорожной инфраструктуры направлено на борьбу с бедностью, за счет увеличения межгосударственной и внутренней торговли, оживления малого и среднего предпринимательства, снижения цен на привозные товары и улучшения бытовых условий. Благодаря автодорогам, население обслуживается автомобилями скорой медицинской помощи, полиции, пожарных, спасательных, ремонтных и строительных служб. Развитая автодорожная сеть позволила распространять медицинские и образовательные услуги в ранее недоступных районах.

## Конкуренция других видов транспорта
В XX веке автомобильные дороги стали более скоростными, надёжными и удобными, что привело к жёсткому соперничеству с железными дорогами, из-за чего строительство новых железных дорог существенно замедлилось, а местами началось их закрытие и разрушение.

## Основные элементы автомобильной дороги
Дорожное полотно (Полотно дороги) — полоса земли, предназначенная для проезда, оно обязано обеспечивать благоприятные условия для движения автотранспортных средств с определенным весом, а также их безопасную езду в заданном скоростном режиме вне зависимости от погодных условий и факторов времени суток и года. Полоса местности вдоль автомобильной дороги, выделяемая для размещения всех элементов и сооружений автомобильной дороги, включая лесонасаждения, называется полосой отвода. Специально подготовленный грунтовой массив, на котором расположена проезжая часть, обочины и боковые канавы, называется земляным полотном. Специальное покрытие, укрепляющее проезжую часть для обеспечения движения автомобилей заданного веса с расчетной скоростью и обладающее сохранностью против влияния климатических факторов, называется дорожной одеждой. Две боковые полосы, непосредственно примыкающие к проезжей части и использующиеся для бокового упора дорожной одежды и для кратковременной остановки автомобилей, называются обочины. Канавы по обеим сторонам земляного полотна, служащие для его осушения и отвода воды, называются боковыми канавами. Линия пересечения обочины с поверхностью откоса земляного полотна называется бровкой. Часть полосы отвода за пределами земляного полотна, использующаяся для зелёных насаждений и линейных зданий, называется обрезами.
Элементами автомобильной дороги являются также мосты, тоннели и эстакады, по которым движутся автомобили.

## Разновидности автодорог
Автомобильные дороги России по техническим характеристиками и значению делятся на пять основных категорий:
1. Автомагистраль — скоростная автодорога с обязательной разделительной полосой между встречными потоками автомобилей, движущимися по четырём и более выделенным полосам, с плавными радиусами кривых и уклонами дороги, въезд на которую предусмотрен только через примыкающие к ней подъездные пути транспортных развязок.[4] Автомагистрали чаще всего бывают возле крупных городов, например: объездные, кольцевые автомобильные дороги, московский скоростной диаметр, широтная магистраль скоростного движения и т.д., а также федеральные трассы с интенсивным автодвижением.
2. Шоссе — крупная трасса с двумя или четырьмя полосами движения и разделительной полосой между встречными автомобилями, обеспечивает автомобильное сообщение между городскими районами, жилыми кварталами, промзоной на окраине города, пригородами, ближайшими сёлами и деревнями. На шоссе присутствуют круговые перекрёстки и перекрёстки со светофорами.
3. Второстепенные двухполосные дороги без разделительных полос, в спальных районах, а также дороги к отдалённым сёлам и деревням.
4. Местные двухполосные дороги и проезды, не всегда асфальтированные и не рассчитанные на большую интенсивность автомобильного движения.
5. Не предназначенные для постоянного движения однополосные дороги и подъезды к отдельным домам и дачным участкам, внутридворовые дороги, грунтовые дороги, лесовозные дороги, военно-автомобильные дороги и т.п.

## Правостороннее и левостороннее движение
Наличие левостороннего либо правостороннего движения зависит от конкретной страны. В странах с правосторонним движением дорожные знаки расположены в основном на правой стороне дороги, на перекрёстках с круговым движением движение осуществляется против часовой стрелки, пешеходы при переходе через дорогу с двухсторонним движением сначала смотрят налево, в странах с левосторонним движением — наоборот.
Примерно 66 % мирового населения живут в странах с правосторонним движением, и 34 % — в странах с левосторонним (к их числу относятся Австралия, Великобритания, Индия, ЮАР, Япония и некоторые др.). По протяжённости дороги с правосторонним движением также лидируют — 72 %. Отдельные страны могут переходить с одного типа движения на другое: например, в 1967 году Швеция перешла с левостороннего на правостороннее движение, в 2009 году в Самоа произошёл обратный переход.

## Длина автодорог по государствам
Длина автодорог по государствам (представлены не все):
- США — 6 506 204 км
- Китай — 4 106 387 км
- Индия — 3 320 410 км
- Бразилия — 1 751 868 км
- Япония — 1 210 251 км
- Канада — 1 042 300 км
- Россия — 1 003 802 км
- Франция — 951 200 км
- Австралия — 818 356 км
- Испания — 681 298 км
- Германия — 644 480 км